# Merrin Dungey
Pour les articles homonymes, voir Dungey.
Merrin Melissa Dungey est une actrice américaine née le 6 août 1971 à Sacramento en Californie.

## Biographie
Dès l'âge de 4 ans, elle s'illustre comme danseuse dans un ballet, elle apprend ensuite le piano et devient patineuse artistique. Elle obtient son diplôme de fin d'année dans le lycée de sa ville natale. Après sa formation à l’école de théâtre de l’université de Los Angeles, Merrin débute à l’écran grâce à des publicités. Elle fait ses premiers pas dans une série en 1995 aux côtés de Martin Lawrence avant d’apparaître dans plusieurs grosses séries à succès telles que Urgences, Friends ou Malcolm.
Elle est davantage connue pour avoir jouée dans les séries Summerland et Alias.
Elle est également apparue au cinéma dans Deep Impact, En direct sur Edtv et Greenland - Le dernier refuge.

## Filmographie

### Films
Source : IMDB.
- 1998 : Deep Impact : Sheila Bradley
- 1999 : En direct sur Edtv  de Ron Howard : Mme Seaver
- 2001 : The Sky is Falling : Sheila
- 2001 : Odessa or burst (court-métrage) : Disgruntled Diner
- 2002 : Scream at the Sound of the Beep : Jill
- 2011 : Trois colocs et un bébé : Hester
- 2014 : Teach Me Love : Angela
- 2015 : The Diabolical : Mme Wallace
- 2017 : CHiPs de Dax Shepard
- 2020 : Greenland - Le dernier refuge de Ric Roman Waugh : Major Breen

### Séries télévisées
Sauf indication contraire, les informations mentionnées dans cette section peuvent être confirmées par les bases de données cinématographiques IMDb et Allociné,  présentes dans la section « Liens externes ».
- 1997 : Urgences : Daphina (saison 4 épisode 4)
- 1999 : Friends : Hildy (saison 6 épisode 22)
- 2000 - 2001 : Grosse Pointe : Joan (saison 1, épisodes 3,8,15 et 16)
- 2001 : Larry et son nombril : Amy (saison 2, épisode 7)
- 2000 - 2001 et 2004 : Malcolm : L'institutrice de Malcolm (saison 1) / Kitty Kenarban (saisons 1-3 et 6)
- 2001 - 2003 et 2006 : Alias : Francie Calfo / Allison Doren (saisons 1 et 2, invitée saisons 3 et 5)
- 2004-2005 : Summerland : Susannah Rexford
- 2007 : Grey's Anatomy : Naomi Bennet (saison 3, épisode 22 & 23)
- 2009 : Better Off Ted : Sheila (saison 1, épisode 7, Saison 2, épisode 5-6 et 13)
- 2012 : Revenge : Barbara Snow (saison 1, épisodes 11 à 13)
- 2012 : Hollywood Heights : Ellie Moss (saison 1)
- 2013 : Betrayal : Alissa Barnes (Saison 1, épisodes 1 à 5)
- 2013 : How to Live with Your Parents (For the Rest of Your Life) : Morgan (saison 1, épisodes 10 et 13)
- 2013 : 90210 Beverly Hills - Nouvelle Génération : la thérapeute (saison 5, épisode 14)
- 2014 : Les Experts : Twyla Owens (saison 15, épisode 7)
- 2014 : Rizzoli & Isles : Gwen Miller (saison 5,épisode 9)
- 2014 : Shameless : infirmière (Saison 4, épisode 12)
- 2014 : Trophy Wife : Agent Dawn Johansen (Saison 1, épisode 16)
- 2014 : Episodes : Productrice du Tonight Show (saison 3, épisode 4)
- 2014-2015 : Chasing Life : Dr Susan Hamburg
- 2014-2015 : Brooklyn Nine-Nine : Sharon Jeffords (récurrente)
- 2015 : Once Upon a Time : Ursula (saison 4, épisodes 12 à 17)
- 2015 : Backstrom (Saison 1, épisode 7)
- 2016-2017 : Conviction : Maxine Bohen (13 épisodes)
- 2017-2019 : Big Little Lies : détective Adrienne Quinlan (5 épisodes - en cours)
- 2017 : You're the Worst : Candace (2 épisodes)
- 2018 : The Resident : Claire Thorpe
- 2019 : The Fix : Carisa « C.J. » Bernstein (VF : Virginie Emane)
- 2021 : American Horror Stories : Dr. Andi Grant (saison 1, 3 épisodes)
- 2021 : Lucifer : Officier Sonya Harris (saison 6) (VF : Virginie Emane)
- 2022 : Shining Vale : Kam
- 2025 : S.W.A.T. : Cheffe adjointe Bennett (saison 8, épisode 11)